# لیوندانگ

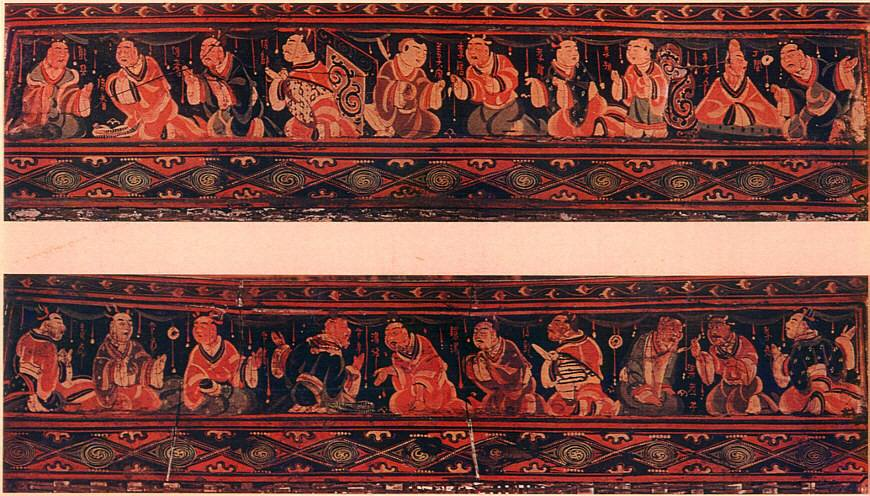
صحنه‌ای از نمونه‌های تاریخی فرزندسالاری، آثار هنری نقاشی چینی روی یک جعبه، که از یک مقبره شرقی هان در فرماندهی لیوندانگ حفاری شده است.

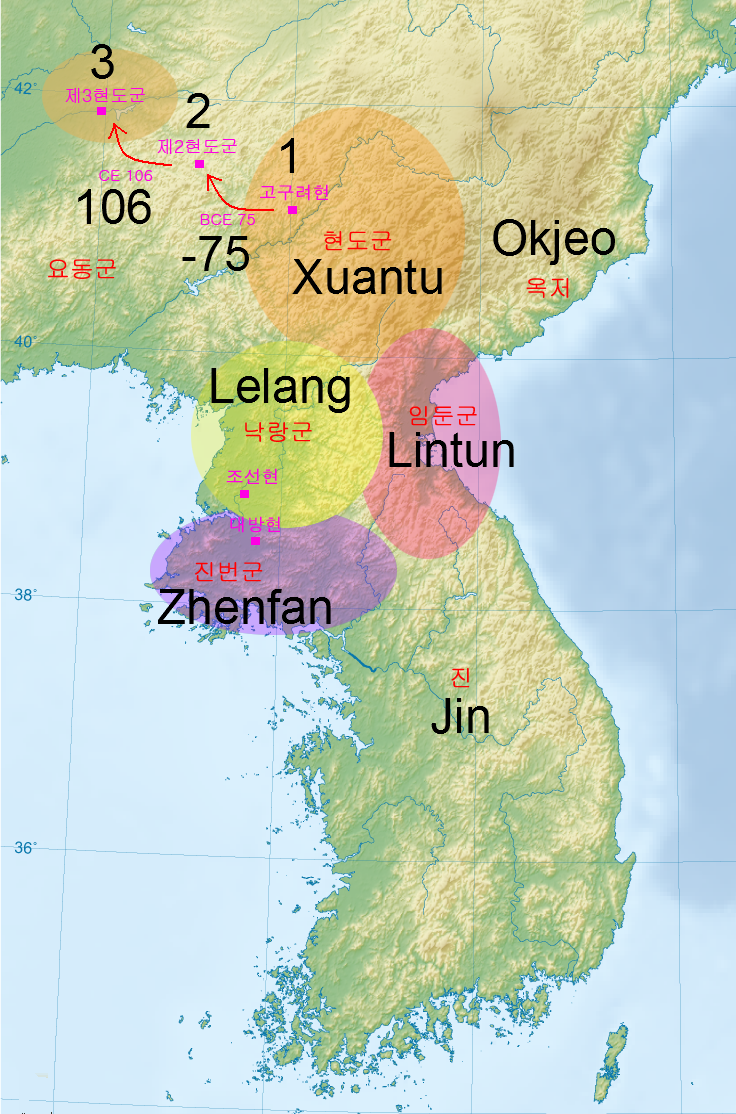
فرمانداری لیلانگ (زرد)

فرماندهی لیلانگ یا لیوندانگ فرماندهی‌های سلسله هان بود که پس از تسخیر گوجوسان در سال ۱۰۸ ق. م تأسیس شد و تا زمانی که گوگوریو آن را در سال ۳۱۳ فتح کرد ادامه داشت. فرماندهی لیلانگ فرمانروایی چهار فرماندهی هان را تا جنوب رودخانه هان در کره جنوبی امروزی گسترش داد. محققان کره جنوبی مناطق اداری آن را محدود به مناطق پیونگان و هوانگهه توصیف کرده‌اند که محدوده جنوبی آنها تقریباً در ۷۵ مایلی شمال رودخانه هان قرار دارد.

## لیوندانگ قدرت می‌گیرد
پس از سال ۳۷ قبل از میلاد و فتح هیون تو گون امپراتور هان به سختی بیمار شد در همان زمان نخست‌وزیر هوانگ ماجین برادر زاده اش هوانگ زگینگ را فرماندار لیوندانگ کرد و اختیارات بالایی به او داد او طی پانزده سال خودش را برای جنگ با گوگوریو به صورت مخفی آماده کرد. لیوندانگ با سپاهی بزرگ به گوگوریو حمله کرد و گوگوریو را به خطر انداخت سربازان هان حتی موفق شدند ژنرال جناح چپ گوگوریو که موگول نام داشت بکشند اما اشتباه هوانگ زگینگ برای زمان حرکت سربازها باعث شد منطقهٔ یوتوت مهم‌ترین نقطهٔ استراتژیک به دست گوگوریو بیفتد و نیروهای لیوندانگ محاصره شدند در همین زمان نیروهای متحد بویو و گوگوریو به سربازان حمله کردند و فرمانداری را تصرف کردند.